# Ácido propanoico
El ácido propanoico (también llamado ácido propiónico) es un ácido carboxílico monoprótico que puede encontrarse naturalmente, de fórmula molecular C3H6O2 y fórmula semidesarrollada CH3-CH2-COOH. En estado puro, es un líquido incoloro, corrosivo con un olor acre.

## Historia
El ácido propanoico fue descrito inicialmente en 1844 por el químico austriaco Johann Gottlieb  (1815–1875), que lo encontró entre los productos de la degradación del azúcar. En los años sucesivos otros químicos lo sintetizaron con otros métodos, pero sin obtener la misma substancia. En 1847 el químico francés Jean-Baptiste Dumas 
Él lo llamó ácido propiónico, de las palabras griegas protos (primero) y pion (grasa) porque era el ácido graso más pequeño de fórmula H (CH2)nCOOH  (salting out), y tener una sal potásica.

## Propiedades
El ácido propanoico tiene características físicas intermedias entre las de los ácidos carboxílicos más pequeños (como el ácido fórmico y acético), y los ácidos grasos más grandes. Es miscible con agua, pero puede ser separado del agua agregando sal. Como los ácidos acético y fórmico, no obedece la Ley de los gases ideales porque su vapor no consiste en moléculas individuales del ácido, sino en pares de moléculas enlazadas por dos puentes de hidrógeno. También experimenta la formación de dímeros en estado líquido.
Químicamente, exhibe las características generales de los ácidos carboxílicos, y como la mayoría, puede formar amidas, ésteres, anhídridos, y haluros de propanoilo. Puede experimentar la alfa-halogenación con bromo en presencia de PBr3 como catalizador (la reacción de HVZ) para formar CH3-CHBr-COOH.

## Síntesis
En la industria, generalmente se produce a partir de la oxidación al aire de propanal. En presencia de cationes de cobalto o manganeso, esta reacción procede rápidamente incluso a temperaturas bajas. Normalmente este proceso se realiza a temperaturas entre 40 °C y 50 °C, y es representado por la siguiente ecuación:
H3C-CfH2-CHO + ½ O2 → H3C-CH2-COOH
Antiguamente se producían grandes cantidades de ácido propílico como subproducto del ácido acético. Pero los cambios en el método de producción del acético, han hecho que en la actualidad que ésta sea una fuente menor. El mayor productor en el mundo es BASF, con una capacidad de producción de aproximadamente 80 kt.
También se produce biológicamente del desdoblamiento metabólico de ácidos grasos con carbonos impares, y de algunos aminoácidos. Las bacterias del género Propionibacterium lo catabolizan como producto final de su metabolismo anaerobio durante el ciclo del Wood-Werkman. Estas bacterias se encuentran comúnmente en los estómagos de rumiantes, y su actividad es parcialmente responsable del olor del queso suizo y del sudor. Otras bacterias como Clostridium propionicum los producen por deshidratación del lactato, para formar acriloil-CoA (ruta del acrilato) y a su vez este es reducido a propionil-CoA.

## Aplicaciones
Se utiliza profusamente como conservante. El ácido propanoico inhibe el crecimiento de moho y de algunas bacterias. Por eso la mayoría del ácido propílico producido se utiliza como conservante para el pienso y para alimentos de consumo humano. Para el pienso se utiliza directamente, o como su sal de amonio. En los alimentos humanos, especialmente el pan y otras mercaderías cocidas al horno, se utiliza su sal de sodio o de calcio. [cita requerida]
También realizado fue utilizado de manera similar en algunos de los polvos antimicóticos para los pies.; como producto químico intermedio, puede ser usado para modificar fibras sintéticas de celulosa; e incluso como pesticida o formando parte de distintos productos farmacéuticos. 
Los ésteres del ácido propílico se usan a veces como disolventes o condimentos artificiales.

## Seguridad
El principal peligro son la quemaduras químicas que pueden producirse al contacto con el líquido concentrado. En estudios en animales de laboratorio, el único efecto de salud adverso asociado a la exposición a largo plazo con cantidades pequeñas de este ácido ha sido ulceración del esófago y del estómago por consumo. No se han observado efectos tóxicos, mutagénicos, carcinógenos o reproductivos.
En el cuerpo es rápidamente oxidado, metabolizado, y eliminado del cuerpo como dióxido de carbono en el ciclo de Krebs, y por eso no es bioacumulable.